# 13196 Rogerssmith
13196 Rogerssmith este un asteroid din centura principală de asteroizi.

## Descriere
13196 Rogerssmith este un asteroid din centura principală de asteroizi. A fost descoperit pe 1 februarie 1997 la Kitt Peak National Observatory în cadrul proiectului Spacewatch. Asteroidul prezintă o orbită caracterizată de o semiaxă mare de 2,30 ua, o excentricitate de 0,14 și o înclinație de 6,0° în raport cu ecliptica.